# Idiko Erasitechniko Protathlema 1975
L'Idiko Erasitechniko Protathlema 1975 è la 8ª edizione delle qualificazioni alla Beta Ethniki.

## Gruppo 1

### Squadre partecipanti
| Squadra                  | Città          |
| ------------------------ | -------------- |
| Akrites Sykeon           | Sykies         |
| Ethnikos Alexandroupolis | Alessandropoli |
| Kalampaki                | Kalampaki      |
| Megas Alexandros Iraklis | Iraklia Serron |
| Niki Polygyros           | Polygyros      |
| Orfeas Eleftheroupolis   | Eleftheroupoli |
| Poseidon Komotini        | Komotini       |

### Classifica
|  | Pos. | Squadra                  | Pt | G | V | N | P | GF | GS | DR |
|  | ---- | ------------------------ | -- | - | - | - | - | -- | -- | -- |
|  | 1.   | Akrites Sykeon           | 17 | ? | ? | ? | ? | ?  | ?  | ?  |
|  | 2.   | Niki Polygyros           | 17 | ? | ? | ? | ? | ?  | ?  | ?  |
|  | 3.   | Megas Alexandros Iraklis | 13 | ? | ? | ? | ? | ?  | ?  | ?  |
|  | 4.   | Kalampaki                | 13 | ? | ? | ? | ? | ?  | ?  | ?  |
|  | 5.   | Orfeas Eleftheroupolis   | 11 | ? | ? | ? | ? | ?  | ?  | ?  |
|  | 6.   | Ethnikos Alexandroupolis | 10 | ? | ? | ? | ? | ?  | ?  | ?  |
|  | 7.   | Poseidon Komotini        | 3  | ? | ? | ? | ? | ?  | ?  | ?  |

Legenda:

      Ammesse in Beta Ethniki 1975-1976

### Spareggio per il primo posto
| Squadra 1      | Risultato | Squadra 2      |
| -------------- | --------- | -------------- |
| Akrites Sykeon | 2 – 1     | Niki Polygyros |

## Gruppo 2

### Squadre partecipanti
| Squadra              | Città      |
| -------------------- | ---------- |
| Alexandria           | Alexandria |
| Anthoupoli Larissa   | Larissa    |
| Apollon Kryas Vrysis | Krya Vrysi |
| Elpida Provata       | Provatas   |
| Kampaniakos          | Chalastra  |
| Polykastro           | Polykastro |
| Pyrsos Grevena       | Grevena    |

### Classifica
|  | Pos. | Squadra              | Pt | G | V | N | P | GF | GS | DR |
|  | ---- | -------------------- | -- | - | - | - | - | -- | -- | -- |
|  | 1.   | Kampaniakos          | 17 | ? | ? | ? | ? | ?  | ?  | ?  |
|  | 2.   | Pyrsos Grevena       | 17 | ? | ? | ? | ? | ?  | ?  | ?  |
|  | 3.   | Anthoupoli Larissa   | 14 | ? | ? | ? | ? | ?  | ?  | ?  |
|  | 4.   | Apollon Kryas Vrysis | 12 | ? | ? | ? | ? | ?  | ?  | ?  |
|  | 5.   | Polykastro           | 10 | ? | ? | ? | ? | ?  | ?  | ?  |
|  | 6.   | Alexandria           | 9  | ? | ? | ? | ? | ?  | ?  | ?  |
|  | 7.   | Elpida Provata       | 5  | ? | ? | ? | ? | ?  | ?  | ?  |

Legenda:

      Ammesse in Beta Ethniki 1975-1976

### Spareggio per il primo posto
| Squadra 1   | Risultato         | Squadra 2      |
| ----------- | ----------------- | -------------- |
| Kampaniakos | 0 – 0 (3 – 1 dtr) | Pyrsos Grevena |

## Gruppo 3

### Squadre partecipanti
| Squadra          | Città      |
| ---------------- | ---------- |
| Apollon Larissa  | Larissa    |
| Atromitos Palama | Palamas    |
| Filippos Melikis | Meliki     |
| Koufalia         | Koufalia   |
| Malesina         | Malesina   |
| Ptolemeos        | Ptolemaida |
| Rigas Feraios    | Velestino  |

### Classifica
|  | Pos. | Squadra          | Pt | G | V | N | P | GF | GS | DR |
|  | ---- | ---------------- | -- | - | - | - | - | -- | -- | -- |
|  | 1.   | Rigas Feraios    | 18 | ? | ? | ? | ? | ?  | ?  | ?  |
|  | 2.   | Koufalia         | 18 | ? | ? | ? | ? | ?  | ?  | ?  |
|  | 3.   | Ptolemeos        | 10 | ? | ? | ? | ? | ?  | ?  | ?  |
|  | 4.   | Apollon Larissa  | 10 | ? | ? | ? | ? | ?  | ?  | ?  |
|  | 5.   | Atromitos Palama | 9  | ? | ? | ? | ? | ?  | ?  | ?  |
|  | 6.   | Filippos Melikis | 8  | ? | ? | ? | ? | ?  | ?  | ?  |
|  | 7.   | Malesina         | 8  | ? | ? | ? | ? | ?  | ?  | ?  |

Legenda:

      Ammesse in Beta Ethniki 1975-1976

### Spareggio per il primo posto
| Squadra 1     | Risultato         | Squadra 2 |
| ------------- | ----------------- | --------- |
| Rigas Feraios | 1 – 1 (5 – 4 dtr) | Koufalia  |

## Gruppo 4

### Squadre partecipanti
| Squadra            | Città      |
| ------------------ | ---------- |
| Aris Etolikos      | Etoliko    |
| Aris Patrasso      | Patrasso   |
| Ethnikos Asteras   | Kaisarianī |
| Meteora Kalampakas | Meteora    |
| Olimpo Kerkyra     | Corfù      |
| Thyella Katsika    | Katsikas   |
| Zakynthos          | Zakynthos  |

### Classifica
|  | Pos. | Squadra            | Pt | G | V | N | P | GF | GS | DR |
|  | ---- | ------------------ | -- | - | - | - | - | -- | -- | -- |
|  | 1.   | Ethnikos Asteras   | 21 | ? | ? | ? | ? | ?  | ?  | ?  |
|  | 2.   | Zakynthos          | 20 | ? | ? | ? | ? | ?  | ?  | ?  |
|  | 3.   | Aris Patrasso      | 17 | ? | ? | ? | ? | ?  | ?  | ?  |
|  | 4.   | Aris Etolikos      | 11 | ? | ? | ? | ? | ?  | ?  | ?  |
|  | 5.   | Olimpo Kerkyra     | 6  | ? | ? | ? | ? | ?  | ?  | ?  |
|  | 6.   | Thyella Katsika    | 5  | ? | ? | ? | ? | ?  | ?  | ?  |
|  | 7.   | Meteora Kalampakas | -5 | ? | ? | ? | ? | ?  | ?  | ?  |

Legenda:

      Ammesse in Beta Ethniki 1975-1976

## Gruppo 5

### Squadre partecipanti
| Squadra         | Città           |
| --------------- | --------------- |
| AEK Tripoli     | Tripoli         |
| Agios Dimitrios | Agios Dimitrios |
| Messiniakos     | Calamata        |
| Pangytheatikos  | Gythio          |
| Pannafpliakos   | Nauplia         |
| Peramaïkos      | Perama          |
| Tilykratis      | Leucade         |

### Classifica
|  | Pos. | Squadra         | Pt | G | V | N | P | GF | GS | DR |
|  | ---- | --------------- | -- | - | - | - | - | -- | -- | -- |
|  | 1.   | Agios Dimitrios | 22 | ? | ? | ? | ? | ?  | ?  | ?  |
|  | 2.   | Peramaïkos      | 21 | ? | ? | ? | ? | ?  | ?  | ?  |
|  | 3.   | Pannafpliakos   | 18 | ? | ? | ? | ? | ?  | ?  | ?  |
|  | 4.   | Tilykratis      | 11 | ? | ? | ? | ? | ?  | ?  | ?  |
|  | 5.   | Messiniakos     | 10 | ? | ? | ? | ? | ?  | ?  | ?  |
|  | 6.   | AEK Tripoli     | 2  | ? | ? | ? | ? | ?  | ?  | ?  |
|  | 7.   | Pangytheatikos  | -1 | ? | ? | ? | ? | ?  | ?  | ?  |

Legenda:

      Ammesse in Beta Ethniki 1975-1976

## Gruppo 6

### Squadre partecipanti
| Squadra               | Città           |
| --------------------- | --------------- |
| Amfiali Pireo         | Il Pireo        |
| Anagennisi Chania     | La Canea        |
| Charafgiakos Iliopoli | Īlioupolī       |
| Ergotelīs             | Candia          |
| Īraklīs Psachna       | Dirfys-Messapia |
| Olympiakos Loutraki   | Loutraki        |
| Rethymno              | Rethymno        |

### Classifica
|  | Pos. | Squadra               | Pt | G | V | N | P | GF | GS | DR |
|  | ---- | --------------------- | -- | - | - | - | - | -- | -- | -- |
|  | 1.   | Amfiali Pireo         | 17 | ? | ? | ? | ? | ?  | ?  | ?  |
|  | 2.   | Īraklīs Psachna       | 16 | ? | ? | ? | ? | ?  | ?  | ?  |
|  | 3.   | Charafgiakos Iliopoli | 14 | ? | ? | ? | ? | ?  | ?  | ?  |
|  | 4.   | Olympiakos Loutraki   | 14 | ? | ? | ? | ? | ?  | ?  | ?  |
|  | 5.   | Ergotelīs             | 10 | ? | ? | ? | ? | ?  | ?  | ?  |
|  | 6.   | Anagennisi Chania     | 8  | ? | ? | ? | ? | ?  | ?  | ?  |
|  | 7.   | Rethymno              | 4  | ? | ? | ? | ? | ?  | ?  | ?  |

Legenda:

      Ammesse in Beta Ethniki 1975-1976

## Gruppo 7

### Squadre partecipanti
| Squadra           | Città    |
| ----------------- | -------- |
| Afandos           | Afando   |
| Chios             | Chio     |
| Dafni Erythron    | Erythres |
| Idylliakos Vilion | Vilia    |
| Orfeas Egaleo     | Egaleo   |
| Pallesviakos      | Mitilene |
| Pansamiakos       | Samo     |

### Classifica
|  | Pos. | Squadra           | Pt | G | V | N | P | GF | GS | DR |
|  | ---- | ----------------- | -- | - | - | - | - | -- | -- | -- |
|  | 1.   | Orfeas Egaleo     | 18 | ? | ? | ? | ? | ?  | ?  | ?  |
|  | 2.   | Dafni Erythron    | 18 | ? | ? | ? | ? | ?  | ?  | ?  |
|  | 3.   | Afandos           | 13 | ? | ? | ? | ? | ?  | ?  | ?  |
|  | 4.   | Idylliakos Vilion | 11 | ? | ? | ? | ? | ?  | ?  | ?  |
|  | 5.   | Pallesviakos      | 8  | ? | ? | ? | ? | ?  | ?  | ?  |
|  | 6.   | Chios             | 8  | ? | ? | ? | ? | ?  | ?  | ?  |
|  | 7.   | Pansamiakos       | 4  | ? | ? | ? | ? | ?  | ?  | ?  |

Legenda:

      Ammesse in Beta Ethniki 1975-1976